# Perun (halvö)

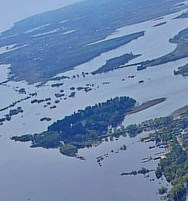
Perunhalvön år 2009 under de extrema vår översvämningarna, vilka tillfälligt återskapade halvöns ursprungliga utformning som en holme. (Ilmens vatten syns högst upp i det vänstra hörnet)

Perun eller Peryn (ryska: Перынь, ryskt uttal: [pʲɪˈrɨnʲ]) är en halvö, före detta holme, belägen vid Ilmens strand intill floden Volchovs mynning, och är belägen cirka 6 km från Velikij Novgorod. Halvön är känd för sitt välbevarade medeltida klosterkomplex.

## Galleri

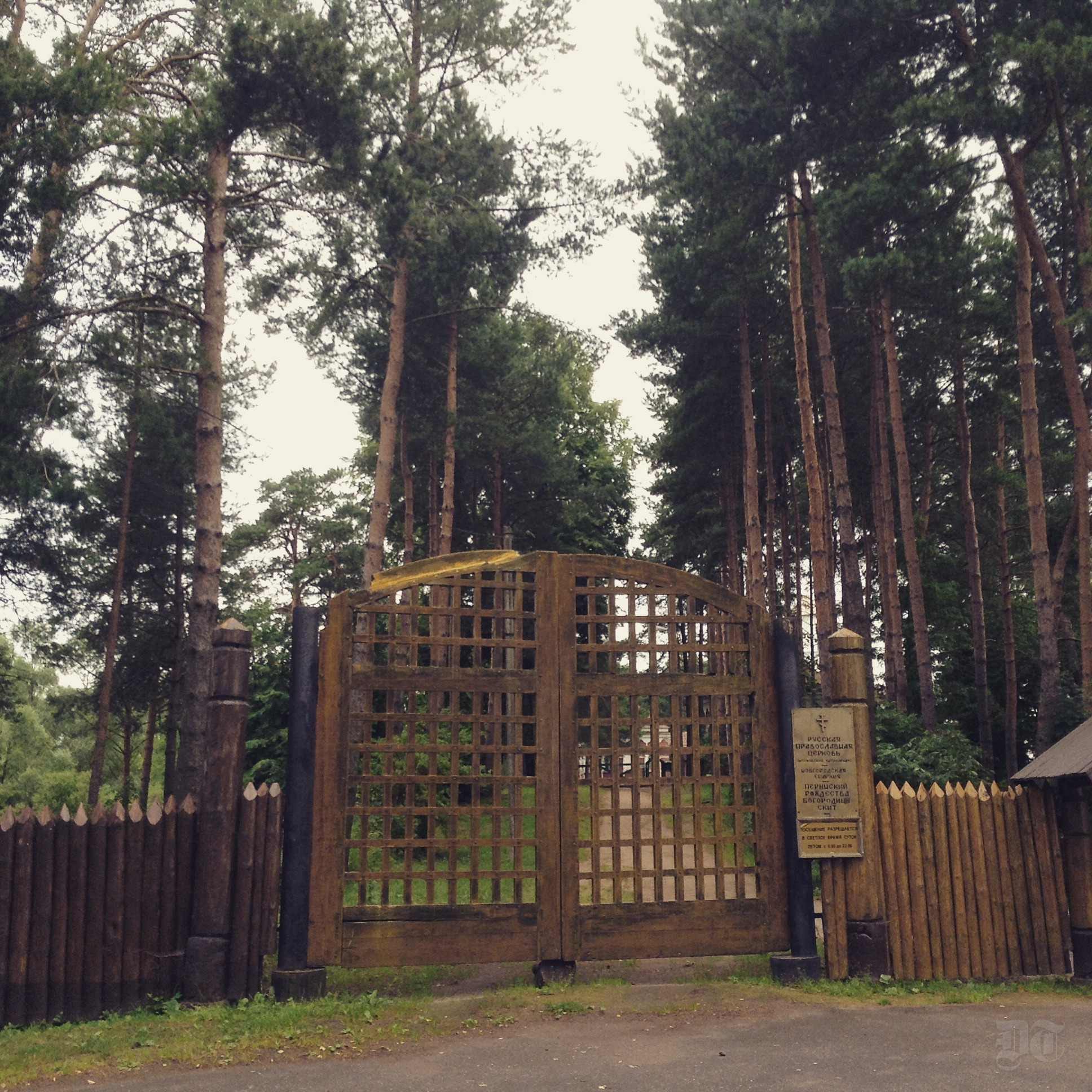
Peruns gårdagrind
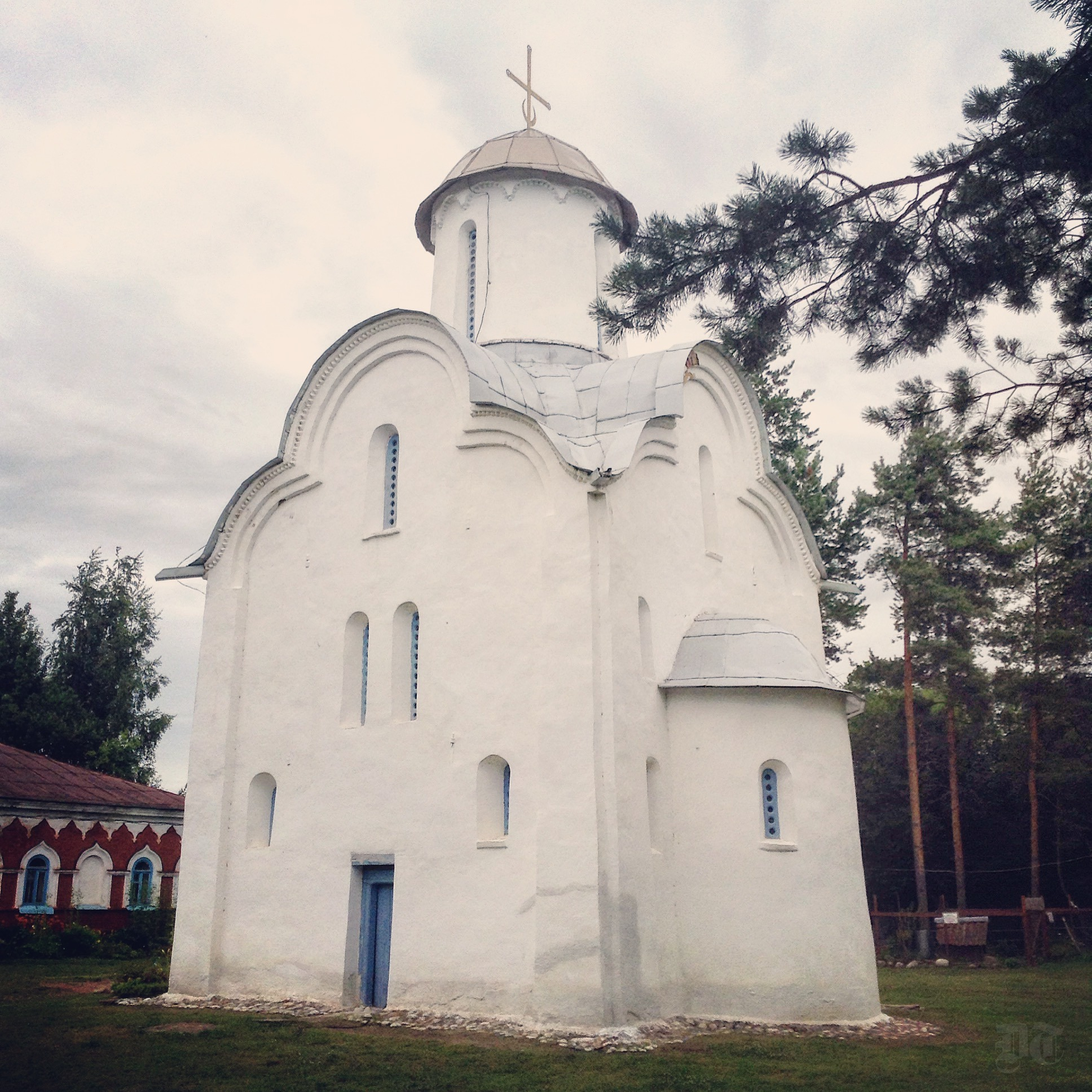
Jungfru Marias födelsekyrka i Perun
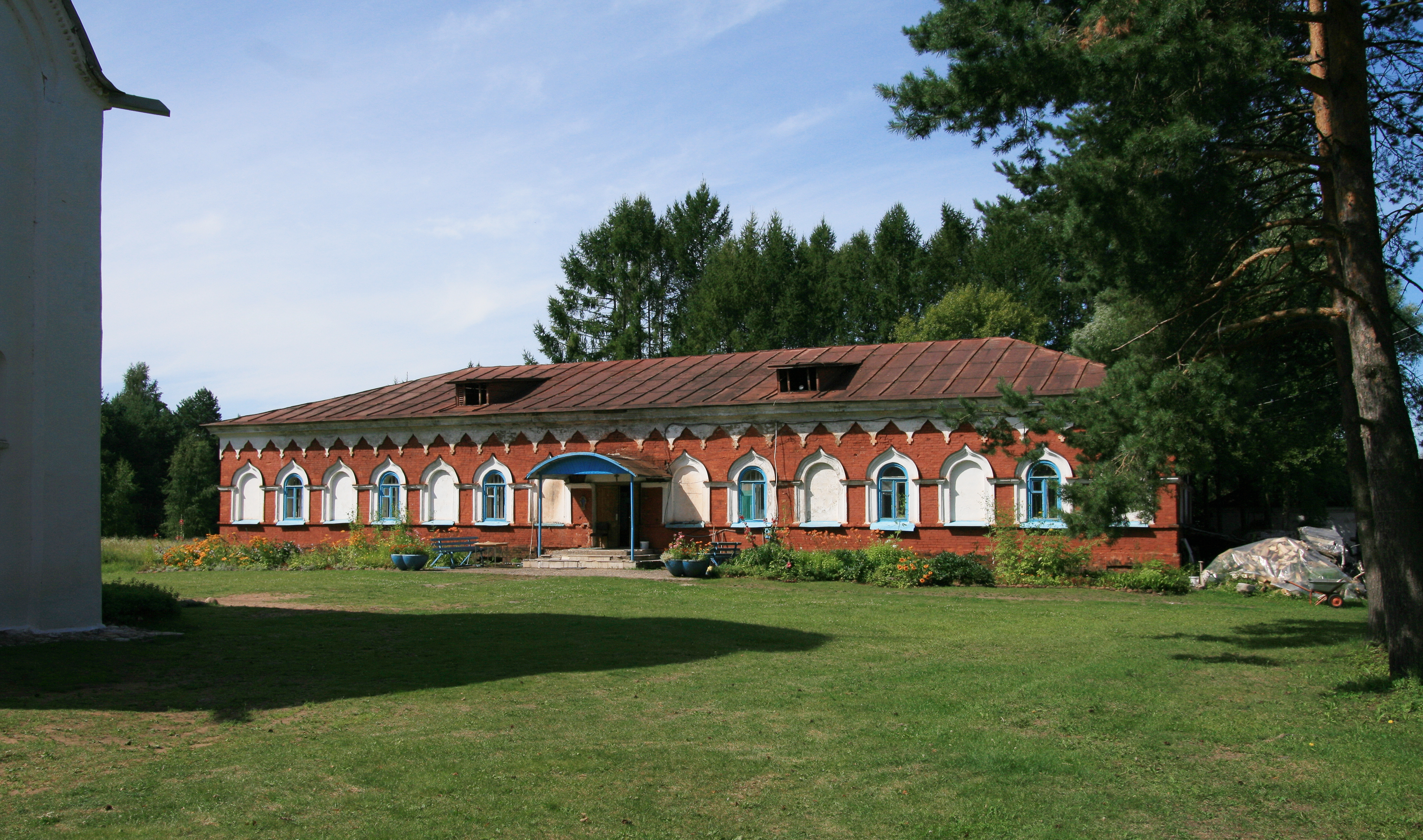
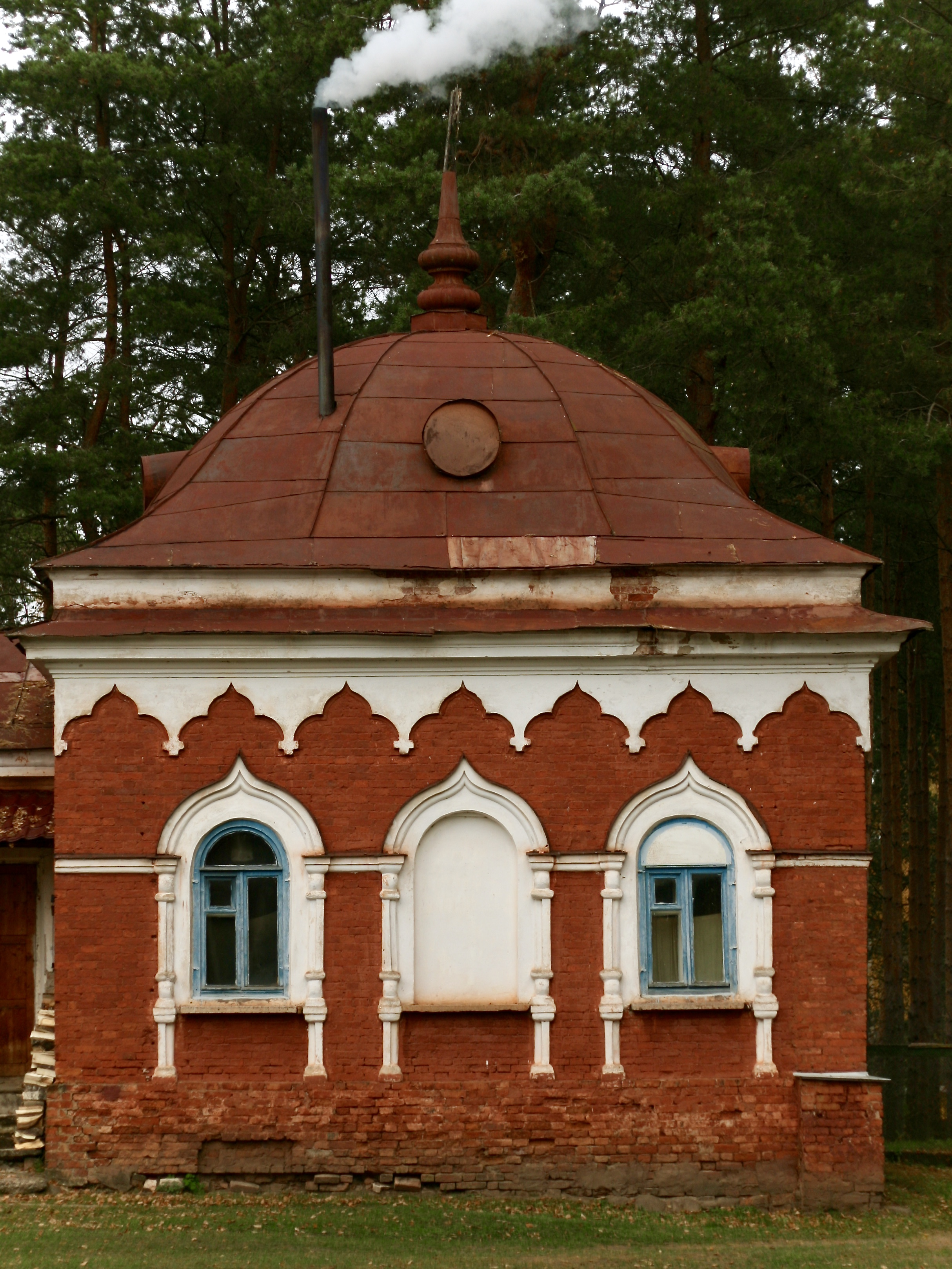
The abbotskammaren (byggd 1830–1840).
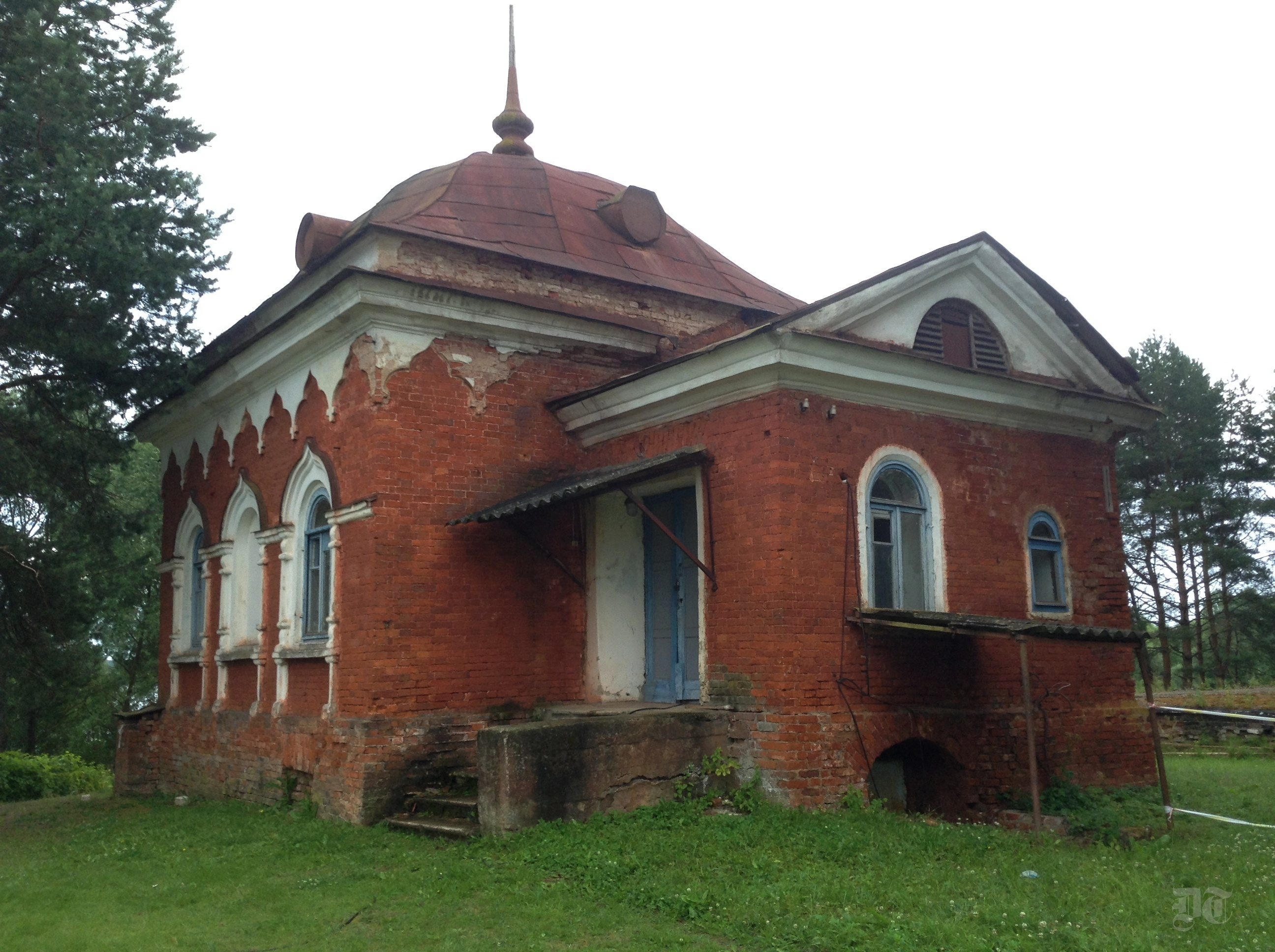
Abbotskammaren
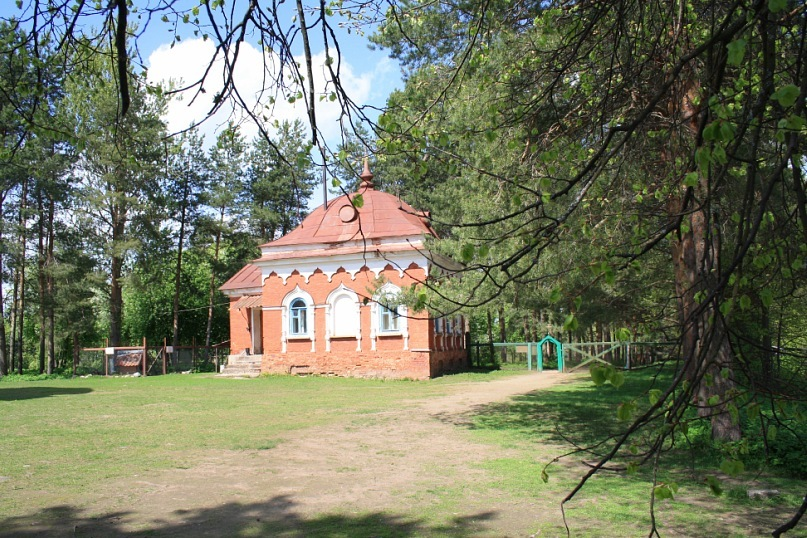
Bruksbyggnaden (liknar abbotskammaren, byggd 1830–1840)
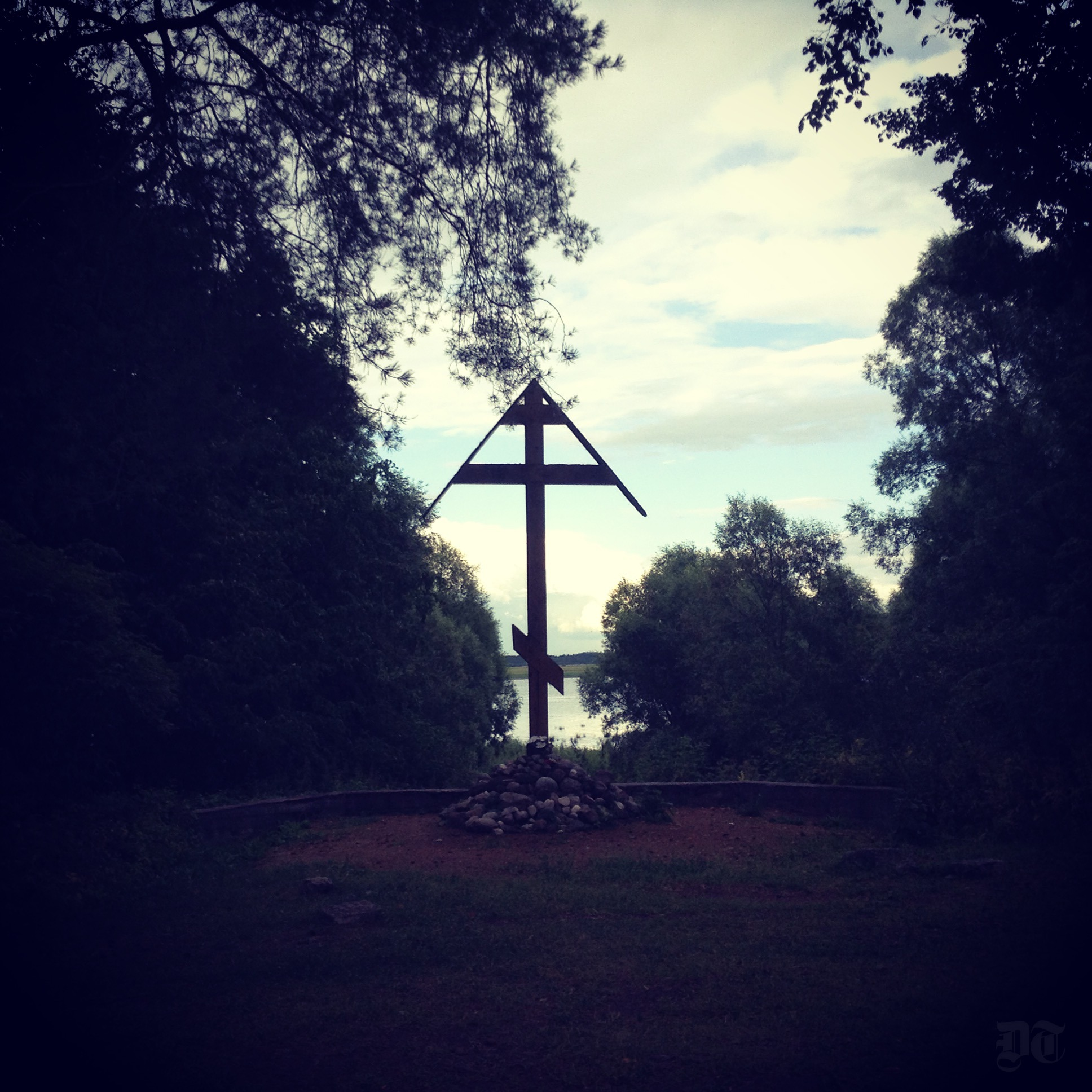
Ett åminnelse kors